# Civitella Ranieri
Civitella Ranieri is een kasteel uit de 15e eeuw in Umbertide in Perugia (Italië). In het kasteel is het Civitella Ranieri Center gevestigd, een werkplaats voor getalenteerde artiesten van verschillende disciplines en verschillende landen. De oprichter van deze werkplaats is Ursula Corning.
Van de vele nationaliteiten zijn er ook verschillende Civitella Ranieri Fellows uit Nederland die zes weken op het kasteel mochten wonen en werken.

## Nederlandse deelnemers
- Neeltje Maria Min - Literatuur 1998
- Leo Vroman - Literatuur 1998
- Liselot Van Der Heijden - Beeldende kunst 1997
- Kristoffer Zegers - Muziek 2003
- Joep Van Lieshout - Beeldende Kunst 2007